# 今脇聡子
今脇 聡子（いまわき さとこ、1982年6月28日 - ）は、元山陽放送 (RSK) のアナウンサー。

## 来歴
広島県広島市出身。
2005年に山陽放送に入社し、同期の守口香織とともに同局のアナウンサーになる。在籍中、TBSの『決定!全国47都道府県超ランキングバトル!!出身県で性格診断!?ニッポン県民性発表SP』第3回・第4回に山陽放送からのプレゼンターとして出演したことがある。
2009年6月16日に、6月いっぱいで山陽放送を退社することを自身のブログで公表した。

## 担当番組

### テレビ番組
- イブニングDonDon - 月曜担当[4]
- Mr.ハレーダー[4]
- VOICE21[5]

### ラジオ番組
- にっちも、さっちも、ラジオヤジ - 木曜担当[6]
- 中四国ライブネット（2006年11月11日・2007年1月13日・2007年3月10日・2007年12月22日）[7][8][9][10]
- ラヴ・アンダンテ[4]